# Particella di riconoscimento del segnale
La particella di riconoscimento del segnale (SRP, dall'inglese signal recognition particle) è una ribonucleoproteina che riconosce e trasporta le proteine verso la parete citosolica del reticolo endoplasmatico ruvido.
L'SRP riconosce e lega la sequenza segnale presente all'estremità N-terminale dei polipeptidi destinati al sistema endomembranoso e permette l'adesione alla membrana del reticolo endoplasmatico.

## Struttura

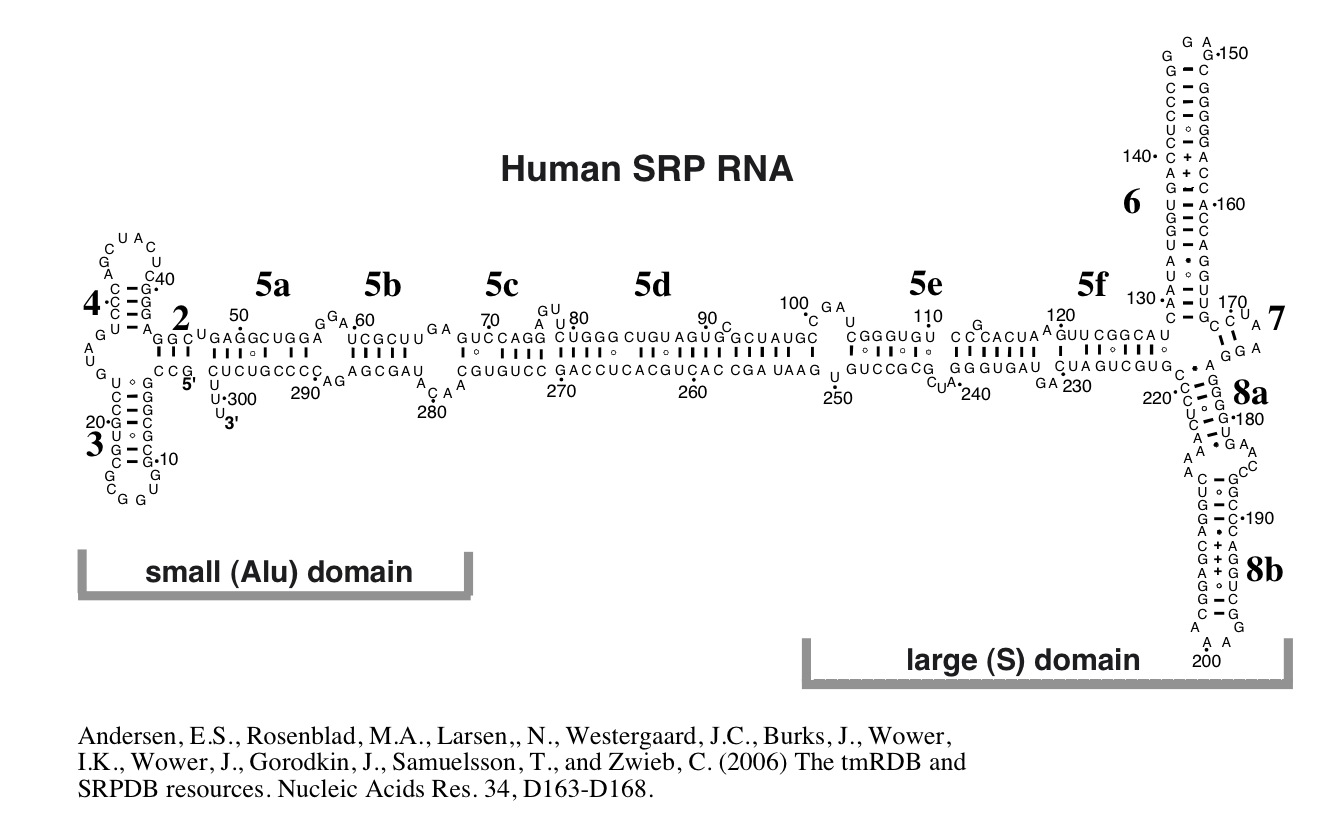
Struttura dell'RNA che compone l'SRP umano

Inizialmente si riteneva che il complesso dell'SRP fosse solo una proteina; in seguito, grazie a tecniche di scansione elettronica, si è dimostrato che presenta una struttura a bastoncino formata da sei differenti polipeptidi complessati con un filamento di RNA costituito da 300 nucleotidi (RNA SRP). La componente proteica presenta tre domini distinti. In particolare il dominio di legame con la sequenza segnale è una tasca idrofobica composta da metionine, adatta ad accogliere i diversi tipi di sequenza segnale per il reticolo endoplasmatico ruvido.

## Meccanismo
Il processo inizia quando un filamento di mRNA che codifica per una proteina destinata al reticolo endoplasmatico inizia ad essere tradotto da un ribosoma libero nel citosol. La sintesi procede finché viene tradotta la sequenza segnale, costituita da amminoacidi idrofobici, e questa emerge dalla superficie del ribosoma.
A questo punto l'SRP con un'estremità riconosce e lega la sequenza e con un'altra estremità arresta la traduzione. L'interruzione della traduzione è un dispositivo di sicurezza che assicura che la proteina non venga erroneamente rilasciata nel citosol e che non si ripieghi prima di essere trasferita nel reticolo endoplasmatico. Successivamente, con il suo terzo dominio, l'SRP lega il ribosoma ad una particolare struttura sulla membrana del reticolo, chiamata traslocone; quindi il ribosoma porta a termine la traduzione.
Il traslocone è un complesso proteico composto da parecchie componenti coinvolte nell'importazione co-traduzionale che includono: un recettore SRP, che lega la molecola di SRP; un recettore per il ribosoma, che serve per ancorare l'organulo al reticolo; una proteina del poro che forma un canale idrofilico tramite cui il polipeptide in allungamento può entrare nel lume del reticolo ed una peptidasi che taglia la sequenza segnale.